# Bourbonnais (dialectes)
Pour les articles homonymes, voir Bourbonnais.
Situés dans la région historique du Bourbonnais (centre de la France), c'est-à-dire dans la quasi-totalité du département de l'Allier, les parlers bourbonnais se trouvent aux confins des domaines d'oïl, d'oc et du francoprovençal.
L'actuel département de l'Allier est ainsi partagé entre les deux tiers nord de langue d'oïl (borbonnois) avec Moulins, Bourbon et Saint-Pourçain et un tiers sud qui correspond à l'Est du Croissant (borbonoés), espace linguistique où se mélangent la langue occitane et la langue d'oïl (avec Montluçon, Gannat, Vichy). Quelques communes du sud-est de l'Allier et l'Est de la Montagne bourbonnaise sont elles de langue arpitane (barbonoêz).

## Ambiguïté terminologique

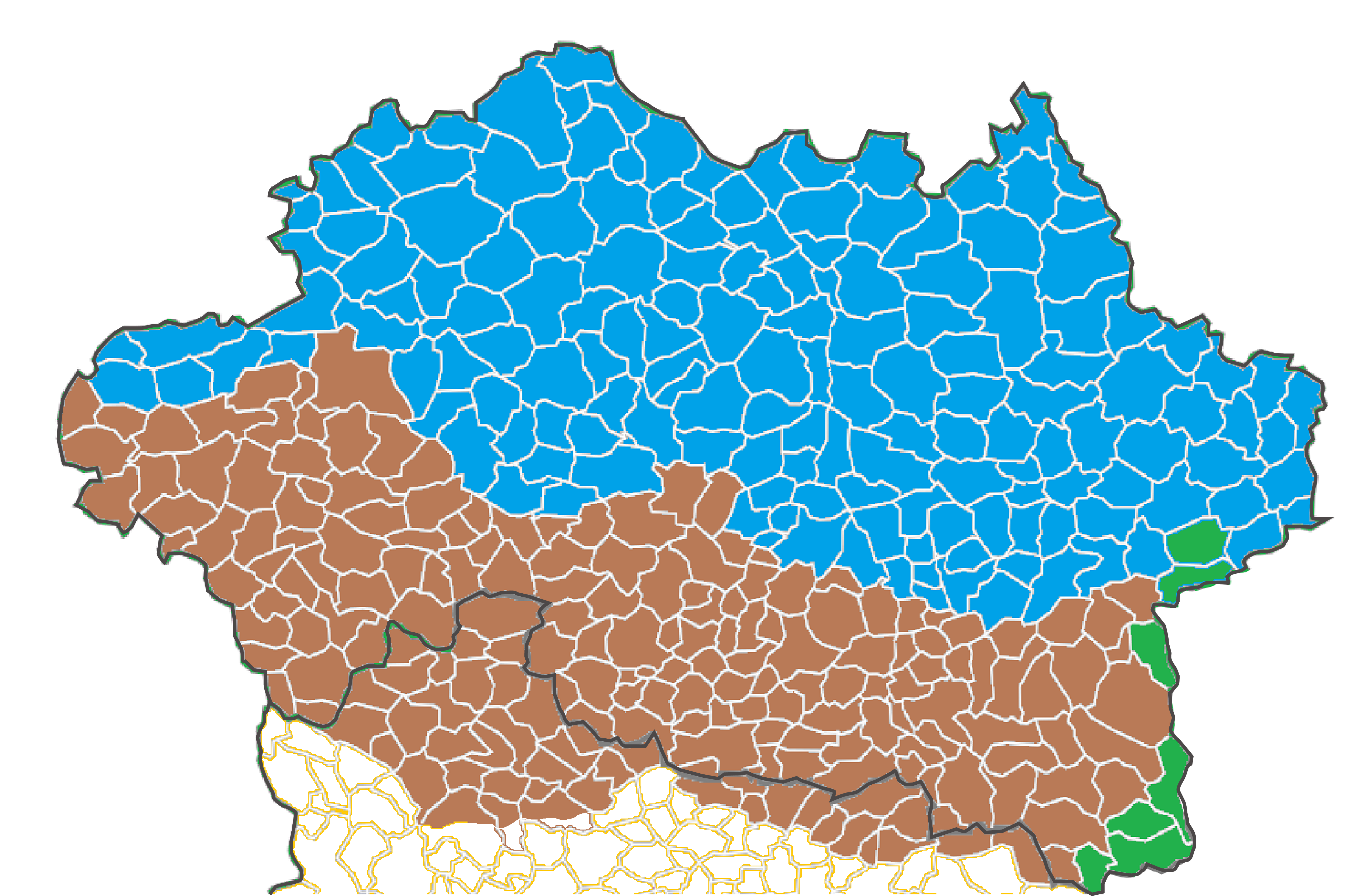
Les trois bourbonnais selon lAtlas sonore des langues régionales (Allier + nord Puy-de-Dôme). En bleu : le bourbonnais d'oïl ; en marron : le bourbonnais (et marchois) du Croissant ; en vert : le bourbonnais arpitan.

Le terme « bourbonnais » peut désigner tous les parlers et dialectes employés sur le territoire du Bourbonnais, soit une diversité d'idiomes importantes.
Il peut ainsi recouvrir le bourbonnais d'oïl, variantes du berrichon à l'ouest et du bourguignon tout à l'Est, parlé dans une moitié nord de l'Allier mais aussi les parlers du Croissant, intermédiaires entre la langue occitane et la langue d'oïl. Cette partie méridionale, parfois appelée « bourbonnais d'oc », forme l'Est du Croissant. Cette zone peut être elle-même subdivisée en deux parlers : le marchois à l'ouest (Montluçon, val de Cher et Châtaigneraie) et le bourbonnais au sens strict à l'est (Vichy, Limagne, partie du Bocage).
Il peut également même désigner le parler arpitan de quelques communes à l'extrême Sud-Est de l'Allier, à l'Est de la Montagne bourbonnaise.

### Bourbonnais d'oïl
Le bourbonnais d'oïl, lui-même variante du berrichon, d'où son nom fréquent de « bourbonnais-berrichon », se parle dans une moitié nord du département de l'Allier, au nord d'une ligne Montluçon (oc) - Saint-Pourçain-sur-Sioule (oïl) - Lapalisse (oïl), ainsi que dans la partie bourbonnaise du Cher. Le dialecte est originaire de la région de Moulins, Bourbon-l'Archambault et Souvigny, où il s'est formé de manière précoce à l'époque médiévale à la suite de l'émergence de la seigneurie de Bourbon.

### Bourbonnais méridional

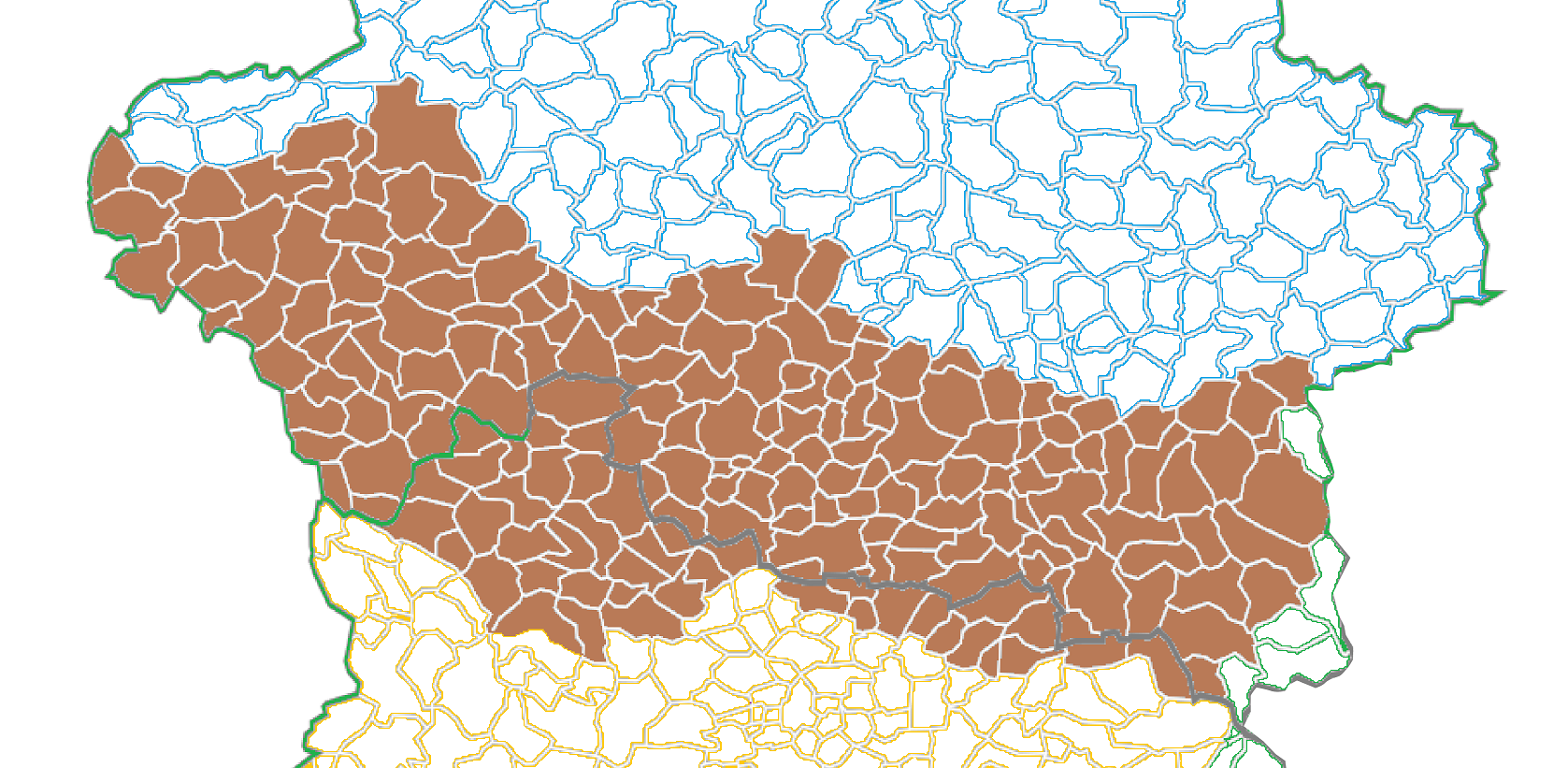
Croissant bourbonnais (+ marchois à l'ouest).

Le croissantais, c'est-à-dire les parlers du Croissant, se parle dans la moitié sud de l'Allier et s'insère dans les parlers du Croissant. Les parlers qui s'y trouvent présentent une double appartenance entre langue occitane et langue d'oïl, tous deux s'y mélangent et donnent lieu à des parlers intermédiaires qui tiennent de l'un et de l'autre,,
Ces parlers occitans de transition se subdivisent également en deux ensembles. D'abord le bourbonnais d'oc au sens strict (partie orientale du département) autour de Vichy, de la Limagne bourbonnaise puis le bocage autour de Chantelle,.
La partie occidentale de l'actuel département de l'Allier et qui a pour centre Montluçon parle quant à elle le marchois comme Guéret ou le nord de la Creuse qui est voisine.
Au sud-est, dans la Montagne bourbonnaise, les parlers occitans reçoivent de très fortes influences du francoprovençal, au point que cette zone est elle-même de transition avec les parlers arpitans voisins.
Le terme de bourbonnais est donc ambigu : il désigne aussi bien les parlers du Croissant que les parlers d'oïl, parfois qualifiés de « français » du Bourbonnais.

### Bourbonnais arpitan
Les dernières communes au sud-est de l'Allier, à l'est de la Montagne bourbonnaise, que l'on appelle parfois le Forez bourbonnais, est lui de langue arpitane (francoprovençal).

## État actuel des parlers bourbonnais

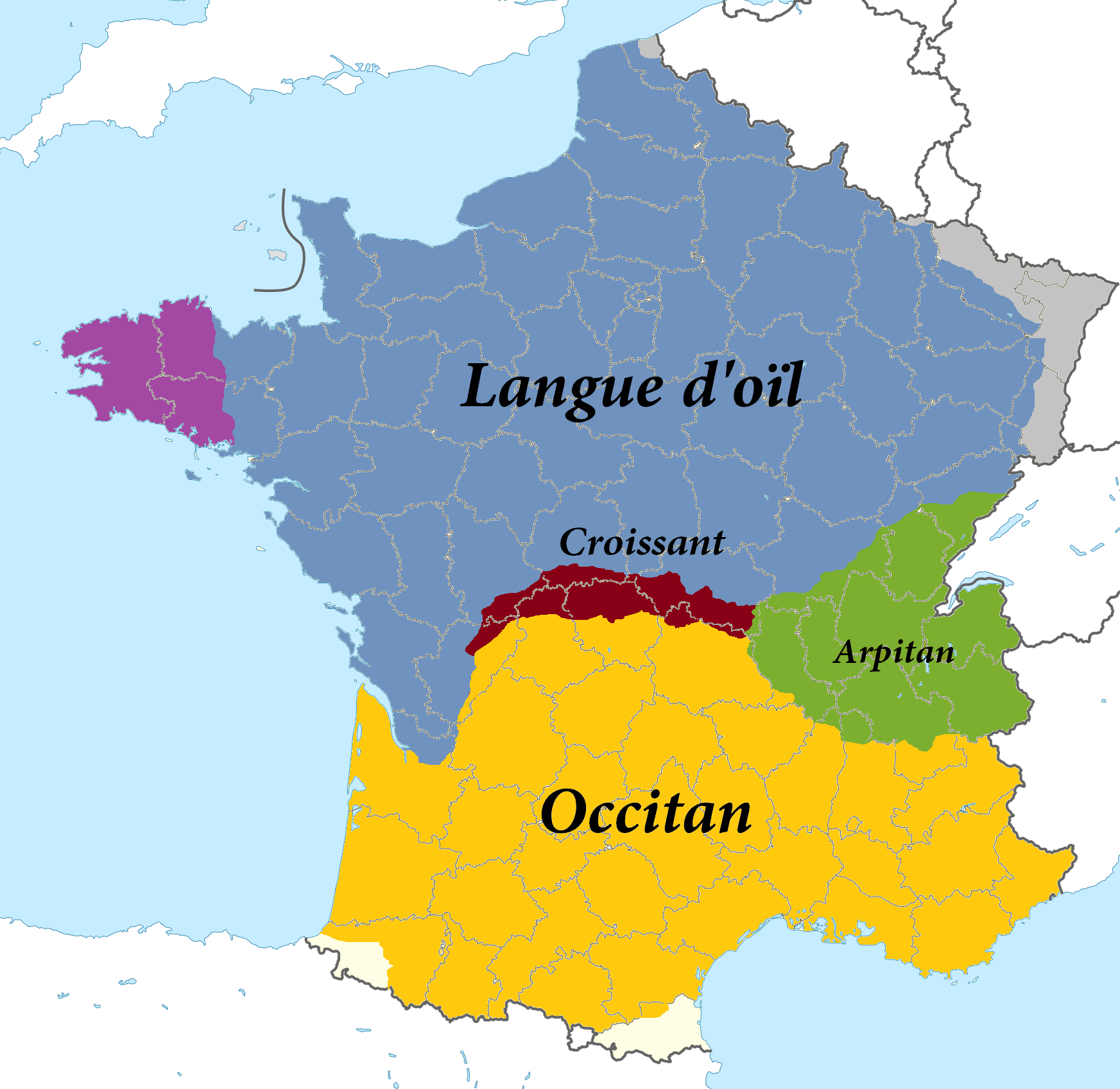
Aire linguistique du Croissant entre langue d'oïl et langue d'oc.

Comme toutes les langues régionales de France, les parlers bourbonnais ont subi les effets du centralisme parisien, et ce d'autant plus que la présence des parlers d'oïl au nord, qui sont proches du français standard ou du francien (dialecte de l'Île-de-France), facilite l'assimilation linguistique en direction du sud.

### Déclin et perte des locuteurs naturels
Comme la plupart des dialectes, les parlers bourbonnais sont surtout oraux et la littérature reste rare. Cependant, il existe des expériences en littérature. En particulier, l'écrivain Louis Péroux Beaulaton (1872-1946) a affiché une ambition littéraire pour son parler marchois des environs de Montluçon.

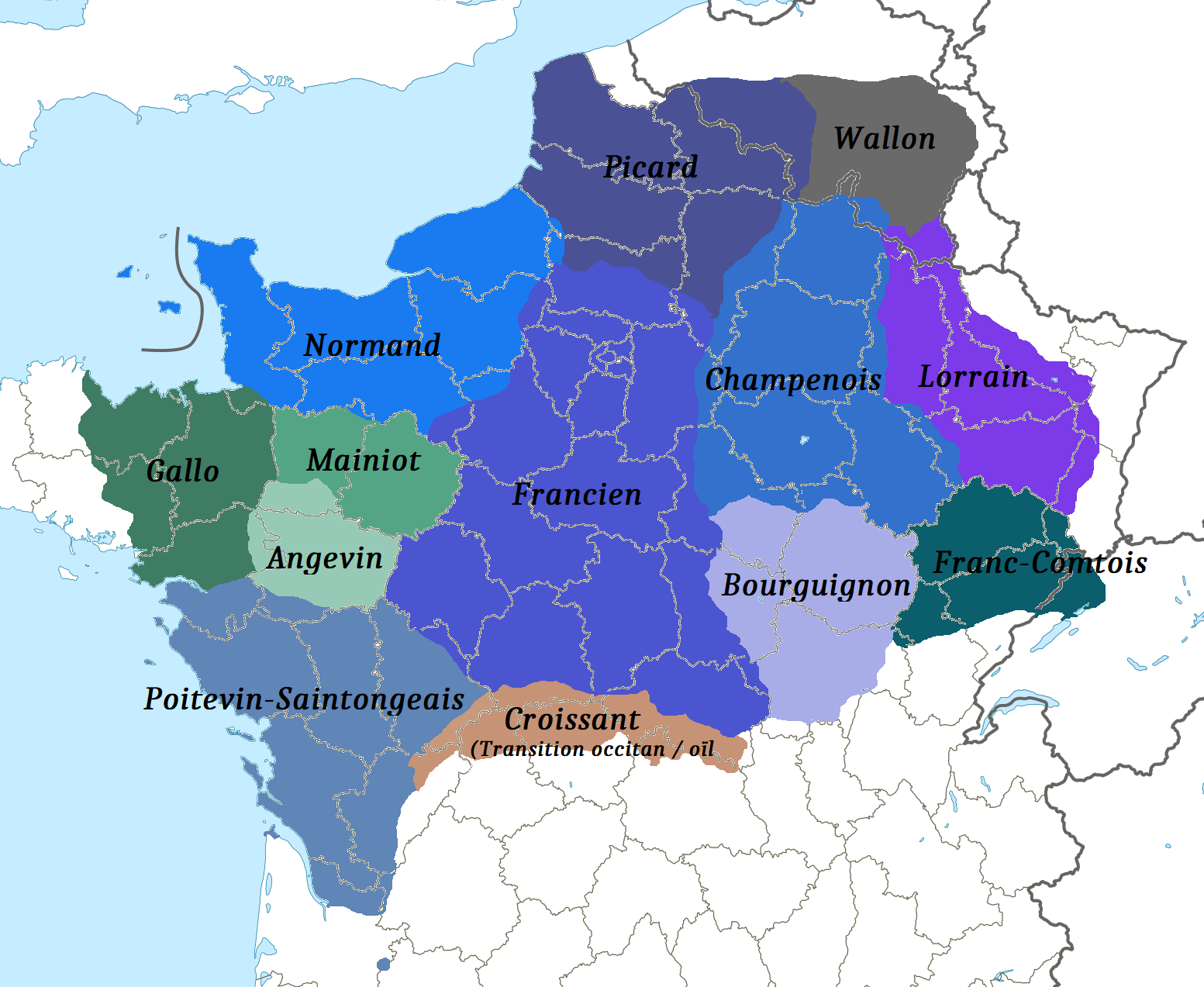
Les différentes langues d'oïl plus le Croissant. Les deux bourbonnais y sont représentés. Celui du nord est rattaché au groupe francien et celui méridional au Croissant.

Il y a quelques décennies seuls quelques passionnés ou des personnes âgées peuvent s'exprimer assez complètement dans les parlers du Bourbonnais. Cependant les dialectes n'ont pas totalement disparu et se sont immiscés dans le français courant, dans de nombreuses tournures ou expressions, et aussi dans le vocabulaire, si bien que les habitants de cette région parlent un français teinté de formes bourbonnaises sans même s'en rendre compte, alors que cela frappe les visiteurs.

### Revitalisation
De nos jours, à partir de la fin des années 2010, le bourbonnais du Croissant, est de plus en plus valorisé et employé. Il apparaît de plus en plus dans des festivals comme celui de Broût-Vernet Wepachaba (« O'es pas chabat ! » = « C'est pas fini ! ») ou encore l'important Festival des Cultures du Monde de Gannat où l'occitan de différentes régions est représenté.

### Histoire
La situation actuelle des différents dialectes du bourbonnais est très proche de celle du Moyen Âge,.
Le nord du Bourbonnais a toujours été de langue d'oïl, (Moulins et sa région faisait partie du diocèse d'Autun et de la Bourgogne). Des travaux récents confirment cette idée qu'avait déjà souligné le linguiste Ernest Nègre.
L'introduction du français s'est effectuée aussi très tôt dans le Croissant et des actes en langue d'oïl sont connus dans l'aire linguistique dès le début du XIIIe siècle,,. L'évolution des parlers locaux occitans en parlers croissantais s'y est faite depuis cette époque là. Les historiens Max Derruau et Lucien Febvre évoquent tous deux la présence en Limagne bourbonnaise de la langue d'oïl déjà introduite et connue contrairement à la Limagne auvergnate (exemple de Lezoux) où cette dernière n'est pas encore parue. Tout au long du Moyen Âge des chartes francophones ou déjà en parler croissantais sont attestées,,,. La charte de Lapeyrouse (milieu du XIIIe siècle) est écrite en berrichon.
Les aires linguistiques actuelles sont les suivantes.

### Géographie
Côté oïl
La moitié d'oïl - qui se rattache à la langue d'oïl et du reste des parlers berrichons - débute à partir d'une ligne Hérisson / Saint-Pourçain-sur-Sioule / Lapalisse. D'un point de vue historique, le parler strictement s'est originellement formé dans la région des seigneurs de Bourbon autour de Bourbon-l'Archambault, Souvigny et Moulins avant de se répandre dans le reste du Bourbonnais par la suite.
Croissant

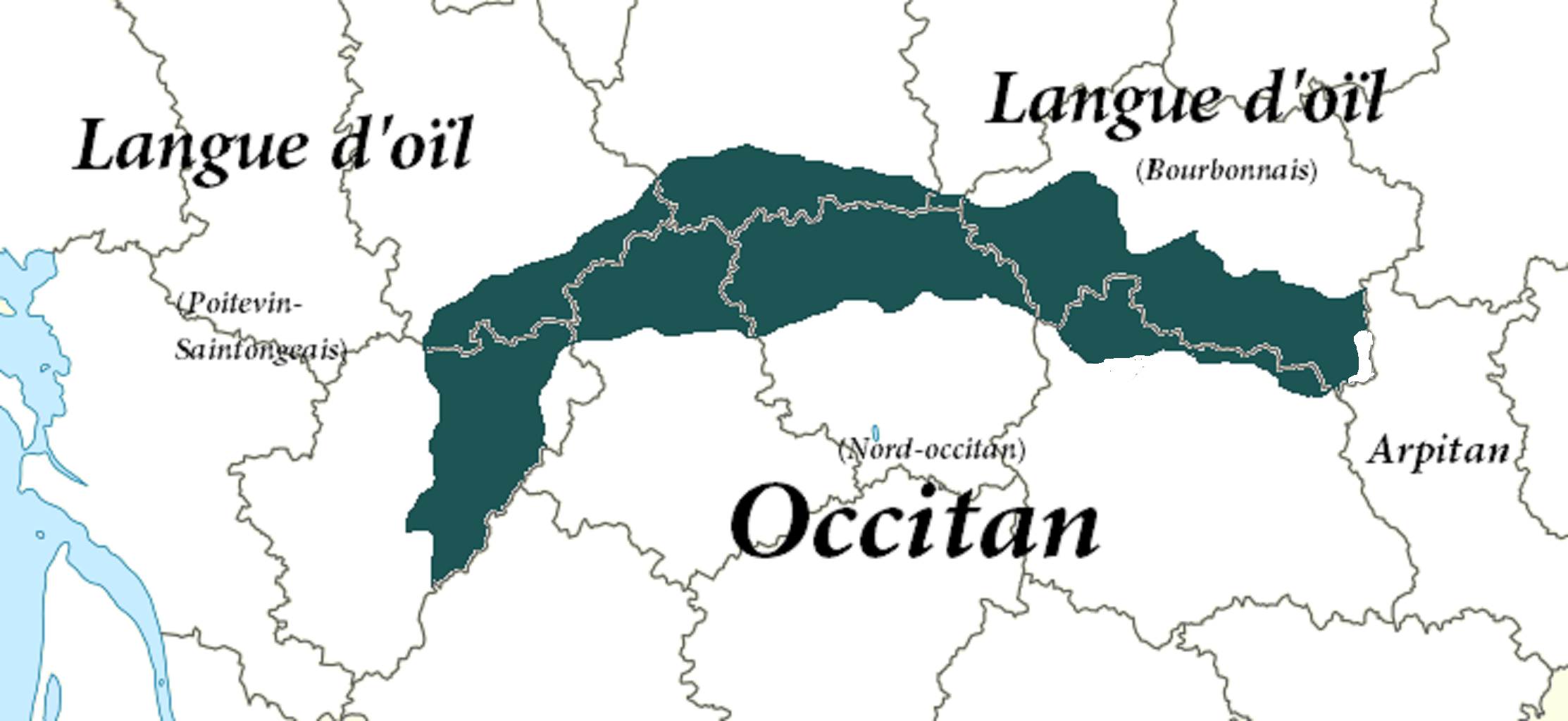
Zone linguistique du Croissant (le Bourbonnais est à l'Est).

L'aire du Croissant se situant dans l'Allier se découpe également en deux parties à partir d'une ligne Montluçon / Chantelle / Vichy. La première partie recouvre un tiers ouest autour de Montluçon et de la vallée du Cher qui parle le marchois comme le nord de la Creuse,. La seconde partie recouvre les deux tiers orientaux où l'on parle le bourbonnais méridional aussi appelé bourbonnais d'oc (Limagne bourbonnaise avec Gannat et Vichy, puis la Montagne bourbonnaise). L'influence de la langue d'oïl dans cette région a eu lieu très tôt sur les parlers anciens due non seulement l'agrandissement de la seigneurie de Bourbon mais également la présence d'une seigneurie aux mains des comtes de Champagne entre Huriel et Hérisson au XIIe siècle.
Côté arpitan
Les dernières communes au sud-est de l'Allier, à l'est de la Montagne bourbonnaise, que l'on appelle parfois le Forez bourbonnais, sont historiquement liées au Forez voisin et tournées vers le Lyonnais dont elles partagent la langue depuis le Moyen Âge.
La partie francoprovençale du bourbonnais regroupe les communes de Laprugne, Lavoine, Saint-Nicolas-des-Biefs, Saint-Pierre-Laval, Montaiguët-en-Forez et Lenax.

## Bourbonnais d'oïl

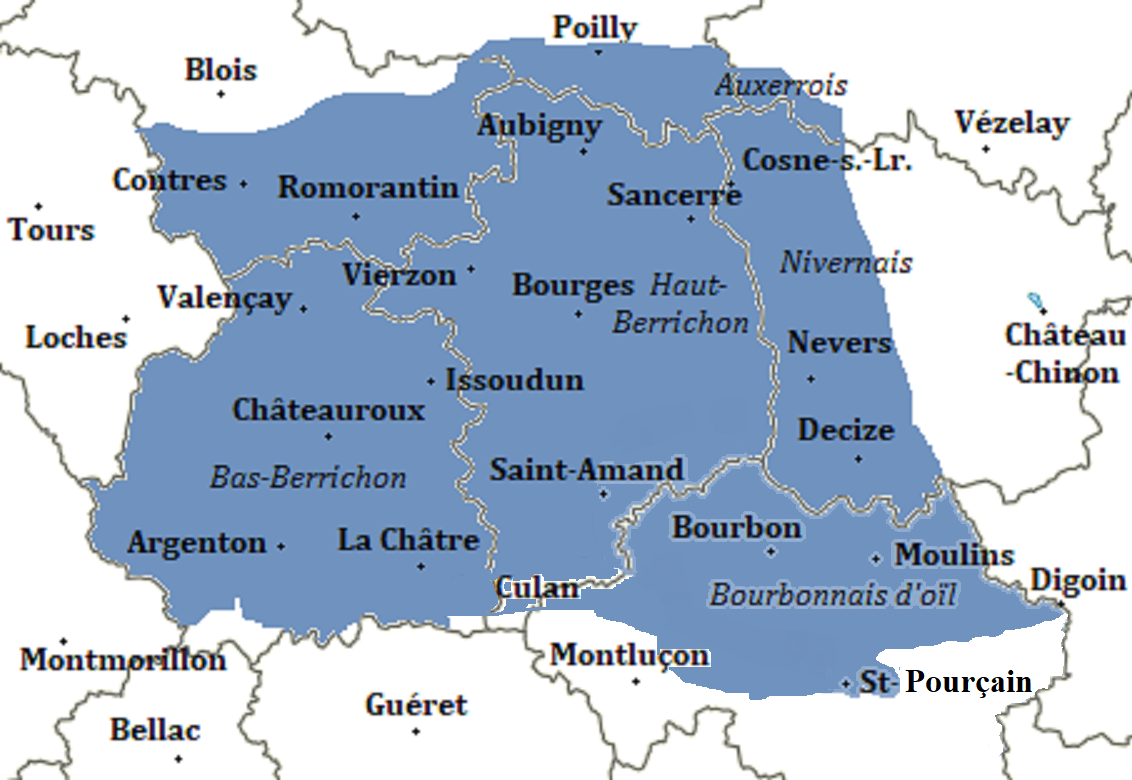
Aire linguistique du berrichon et de ses variantes dont le bourbonnais.

Dans cette partie, l'étude se consacrera au parler d'oïl du Bourbonnais, variante dialecte du berrichon.

### Prononciation
Le bourbonnais d'oïl reprend un grand nombre de traits caractéristiques du parler de la langue d'oïl populaire d'avant la Révolution (-iau au lieu de -eau, oué au lieu de oi etc.) tout en montrant un nombre assez restreint d'évolutions phonétiques propres (en comparaison d'autres variétés d'oïl réellement différenciées comme le normand ou le picard). Cela vient du fait que le Bourbonnais se trouve au cœur de la zone linguistique d'origine de la langue française actuelle, c'est-à-dire les parlers des provinces de la Loire, du Bourbonnais et du Berry (le bourbonnais d'oïl partage d'ailleurs la plupart de ses traits avec les parlers de ces provinces comme le tourangeau ou l'orléanais, mais d'une façon plus particulière encore avec le berrichon).
- Les exemples suivants illustrent des prononciations typiques de la langue d'oïl du Bourbonnais :
  - o est fréquemment prononcé ou dans les suites onn-, omm- : exemple tonner = touner, homme = houme
  - oi prononcé oué, mais devient /e/ (écrit é, ei, è ou e selon les cas) après un r- : exemple noir = nouer, droit = dret, croire = creire
  - la suite er- est prononcée ar : exemple merci = marci, terre = tarre, perdre = pard(r)e
  - la suite -re encadrée de deux autres consonnes a tendance à être prononcée er par métathèse : exemple bredin (voir vocabulaire) se dira berdin
  - la terminaison -eau sera prononcée -iau comme dans de nombreux parlers d'oïl : exemple couteau = coutiau
  - la suite -lier sera régulièrement réduite en -yé à la prononciation : exemple palier = pailler, particulier = particuiller
  - r est roulé, comme c'était l'usage en français standard avant la fin du XVIIe siècle
  - comme dans de nombreux parlers d'oïl, la terminaison d'agent -eur est prononcée voire écrite -eux : exemple meneur = meneux, diseur = diseux
  - ch est parfois prononcé j, notamment avant un -v- (cette particularité se retrouvait dans d'autres parlers d'oïl jusqu'au XIXe siècle) : exemple cheval = geval ou j'val, cheveu = geveu ou j'veu, etc.

### Grammaire
- Le pronom adverbial y est traditionnellement utilisé en lieu et place d'un pronom personnel représentant un objet, exemple fais-le = fais-y, donne-le/la-moi = donne-moi-z-y, ne le casse pas = n'y casse pas, tu me le/la prêtes = tu m'y prêtes etc.

- On note la présence d'une forme de genre neutre en bourbonnais. En effet le pronom unique al désigne aussi bien un masculin qu'un féminin, pour les choses, comme pour les personnes. Ainsi le chien comme la chienne pourra être désigné par ce pronom al, tout comme un membre masculin de la famille ou une voisine. Exemple : al a tot mangé.

### Petit lexique

#### Quelques mots de vocabulaire
| Mot bourbonnais                | Équivalent français                                                                                     |  | Mot bourbonnais       | Équivalent français                                  |  | Mot bourbonnais       | Équivalent français                                   |
| ------------------------------ | --- |  | --------------------- | ---------------------------------------------------- |  | --------------------- | ----------------------------------------------------- |
| abonde                         | grande quantité                                                                                         |  | abraser               | détruire, casser, démolir                            |  | anouer (s')           | boire de travers, suffoquer                           |
| aluchon ou arluchon            | enfant de constitution faible voire malingre                                                            |  | ajouter               | traire                                               |  | à l'écoué             | à l'abri                                              |
| arcandier                      | vaurien, filou                                                                                          |  | artoupan              | personne suspecte, bizarre                           |  | bachât                | auge des cochons et des porcs                         |
| baraille                       | dispute                                                                                                 |  | barbitra              | écrit long et ennuyeux                               |  | bauge                 | grand sac                                             |
| belet                          | agneau                                                                                                  |  | bergot                | frelon. Ne pas confondre avec le veson (bourdon)     |  | berzin, berzine       | fou, folle, dépressif                                 |
| besugne                        | vêtement                                                                                                |  | biaude                | grande blouse                                        |  | bigot (faire bigot)   | mettre bas                                            |
| bisiot                         | propriétaire terrien parfois également agriculteur                                                      |  | bounhoume             | paysan                                               |  | bourse                | porte-monnaie, portefeuille                           |
| bourric (le -c final est muet) | âne (animal)                                                                                            |  | bousson               | paquet, tas d'habits en désordre, capharnaüm         |  | bredin                | simple d'esprit (cf. la débredinoire de Saint-Menoux) |
| brelotter                      | secouer                                                                                                 |  | cacrot                | sommet du crâne                                      |  | catin                 | poupée                                                |
| chaleu                         | veilleuse                                                                                               |  | cheux                 | chez                                                 |  | chetit (fém. chetite) | petit, chétif                                         |
| cobi                           | dindon                                                                                                  |  | crassoux              | sale                                                 |  | cros                  | mare                                                  |
| dâler                          | utilisé plus communément dans l'expression "ça dâle" à comprendre au sens suivant "le soleil cogne dur" |  | décaniller (familier) | mourir                                               |  | dépenailler           | déchirer                                              |
| drille                         | diarrhée                                                                                                |  | ébouellé              | éventré, avachi                                      |  | écrapoire             | rateau                                                |
| emmanche                       | problème, complication                                                                                  |  | figot                 | feu                                                  |  | gassouiller           | barboter                                              |
| gibalbouser                    | mettre le désordre                                                                                      |  | gibalbousé (être)     | barbouillé (ex: al a trop bu, al est tot gibalbousé) |  | gouiller              | marcher dans un trou d'eau                            |
| gounelles                      | jupons                                                                                                  |  | gourgandine           | fille facile                                         |  | grenouillat           | petite mare (dire guernouillat)                       |
| jau (du latin gallus)          | coq |  | maraud                | chat de gouttière                                    |  | masibler              | abîmer                                                |
| mourer                         | abîmer                                                                                                  |  | ouaille               | brebis                                               |  | oyas (oyasse)         | pie                                                   |
| pluire                         | pleuvoir                                                                                                |  | potin                 | bruit, tintamarre                                    |  | pochon                | sac en plastique                                      |
| pontère                        | fille de mauvaise vie                                                                                   |  | rassouiller           | tremper                                              |  | ravauder              | bricoler                                              |
| taillon                        | quartier de fruit                                                                                       |  | trace                 | haie                                                 |  | tuniaud               | idiot, incapable                                      |
| verpi                          | vipère                                                                                                  |  | z-yeux (familier)     | œil                                                  |  | adauber               | arranger, réparer                                     |

#### Expressions apparues en français commun
- 'Aga' don' (v.): Regarde ! (diminutif de regarde donc)
- Arpion (n.m.): Orteil
- Beugner (v.): Cogner. Une beugne est un coup, une bosse.
- Boucan (n.m.): Du bruit.
- Bouchure (n.f.): Une haie si possible avec des ronces pour se piquer.
- Chabrot (n.m.): Mettre du vin dans sa soupe (faire chabrot).
- Chetit, chetite prononcé Ch'ti et Ch'tite (n.m. ou f.): Petit, petite.
- Crognon (n.m.): Extrémité du pain (le crognon ou le quignon de pain).
- Dépenaillé (n.m.): Avoir les vêtements en désordre.
- Jargeot (n.m.): Quelqu'un qui parle souvent et est un peu simple d'esprit.

## Bourbonnais du Croissant
Dans cette partie, l'étude se consacre à la région croissantaise du Bourbonnais et sa partie où l'on parle le bourbonnais du Croissant, observée dans la commune de Busset, canton de Cusset. Les mots bourbonnais sont transcrits en graphie classique de l'occitan.

### Petit lexique

#### Quelques mots de vocabulaire
| Mot croissantais                                       | Équivalent français            |  | Mot croissantais                           | Équivalent français                       |  | Mot croissantais | Équivalent français |
| ------------------------------------------------------ | ------------------------------ |  | ------------------------------------------ | ----------------------------------------- |  | --- | ------------------- |
| abonde [abonde]                                        | abondance, profit              |  | abrasar [abrasâ]                           | détruire, casser, démolir                 |  | aije [éje] | eau                 |
| arcandier [arcandji]                                   | vaurien, filou, sans parole    |  | (un) arian                                 | objet sans valeur                         |  | (i) arpion | les orteils         |
| bache                                                  | auge, abreuvoir                |  | (prendre) baralhe                          | se disputer                               |  | baire [bajr] | boire               |
| bargier, bargiera [barji, barjire]                     | berger, bergère                |  | bauge/boge [bawge]                         | grand sac                                 |  | belon[belou] | mouton              |
| bisbilha [bisbille]                                    | dispute                        |  | bisiau                                     | petite bize, vent du nord                 |  | bralhe [braye] | pantalon            |
| builhe [buille]                                        | bouillie                       |  | brelot                                     | simple d'esprit                           |  | brugiere [bregire] | bruyère             |
| cacoele [cacouelle]                                    | récipient (marmite, casserole) |  | chausir                                    | choisir                                   |  | chancha [chantcho] | morceau de pain     |
| chamina [ch’mina]                                      | cheminée                       |  | coanar [couana]                            | crier comme un canard                     |  | craire [crajre] | croire              |
| cusina [cusino]                                        | cuisine                        |  | cros, craus [cro, crao]                    | trou, creux                               |  | dalhir [daïir] | vite                |
| desgobilhar [degobillâ]                                | vomir                          |  | di [di]                                    | doigt                                     |  | desjalar [déjalâ] / desjautar [déjautâ] | dégeler             |
| doçament [dousamin]                                    | doucement                      |  | esbolhaer, esgoeraer [ébouélaer, égoueraé] | écraser                                   |  | (mal) encarat [encarâ] | mal lavé, mal luné  |
| endreit [endreï]                                       | endroit                        |  | figò [figo]                                | feu de branche, feu de joie               |  | Fiolat [fiola] | Ivre                |
| fromatge                                               | fromage                        |  | gadolha [gadouillo]                        | boue                                      |  | Genti [ginti], genta [gintà] | beau, belle         |
| goère [gouère]                                         | tarte                          |  | golhar [gouillâ]                           | faire entrer de l'eau dans ses chaussures |  | golharda [gouyarde] | serpe               |
| gote [goutte]                                          | eau de vie                     |  | ora [ouro]                                 | heure                                     |  | jau [jô] | coq                 |
| jorna                                                  | journée                        |  | les [lé]                                   | les (féminin)                             |  | lo [lou (si le mot suivant commence par une consonne-ex: lou figo ; sinon:"i", que le mot soit masculin ou féminin-ex: i arpion, i auilles)] | les (masculin)      |
| meidia [maïde]                                         | midi                           |  | masiblaer [maziblé]                        | cribler                                   |  | melhor [meïou] | meilleur            |
| momen [moumin]                                         | moment                         |  | novie [noviaeu], novia [novia]             | jeune marié, jeune mariée                 |  | oalhe [ouaille] | brebis              |
| ausiau [ozio]                                          | oiseau                         |  | pleuie [pleuille]                          | pluie                                     |  | poéle [pouéla] | poêle               |
| quauque n-un [quoque nun], quauque n-una [quoque nune] | quelques-uns, quelques-unes    |  | avaudar                                    | faire du bruit, remuer des choses         |  | savaire dau bon [savaïr do bon] | soulager, améliorer |
| sinlhar                                                | sanglier                       |  | sorchia [sortchà]                          | sortie                                    |  | tabasar [tabaza] | frapper, battre     |
| treuia [treuilla]                                      | truie                          |  | voiatge [voïatge]                          | voyage                                    |  | volan [voulan] | faucille            |
| verpi                                                  | vipère                         |  |                                            |                                           |  | |                     |

## Graphies

### Pour le bourbonnais d'oïl
Le bourbonnais d'oïl s'écrit selon la graphie française traditionnelle et celle issue du Moyen Âge et déjà présente dans la région à cette époque.

### Pour le bourbonnais du Croissant
Plusieurs grands systèmes d'écritures peuvent être utilisées pour écrire les parlers du Croissant - dont tous ceux bourbonnais - car pouvant être assimilés aux deux grandes familles linguistiques voisines, langue d'oc et langue d'oïl, et donc utiliser leurs écritures. Ces graphies sont encouragées par le groupe de recherche sur les parlers du Croissant (CNRS) :
- L'alphabet phonétique international permet de retranscrire au mieux la langue pour enregistrer les prononciations.

- La graphie française peut aussi être utilisée et permet aux locuteurs de transcrire leurs parlers avec l'écriture de la langue française dont ils ont aussi tous connaissance. Le bourbonnais du Croissant étant un dialecte intermédiaire avec la langue d'oïl il peut donc également s'appliquer, d'autant plus que cette graphie permet de souligner les prononciations qui lui sont propres.

- La graphie occitane classique avec une adaptation locale précise pour les parlers du Croissant[36]. Elle est celle majoritaire pour les parlers occitans. Tant en marchois qu'en bourbonnais le « a » final occitan se fait rare et il est remplacé par un « e » muet comme en français. Ex. le terme « jornade » (= « journée ») dans la région de Montluçon vient remplacer la forme « jornada » fréquente dans les dialectes occitans. Côté Limagne bourbonnaise, Forterre et Montagne bourbonnaise, le même mot s'écrira « jorne » (prononcé « journe »).

## Textes
Les textes présents sont issus d'ouvrages rédigés par les auteurs de l'historiographie du XIXe siècle.
L'ajaçe de Gaiete
Texte de transition entre parler du Croissant et bourbonnais d'oïl prélevé en 1904 par Paul Duchon sur la commune de Varennes-sur-Allier. La graphie utilisée est celle du français dont a fait utilisation Paul Duchon. Elle permet de retranscrire les traits à la fois d'oc et d'oïl de ce parler de transition :
« Vé le bourg de Montoudre, su un teurau qu'y a des boés d'un coûta et des pra de Faute, forts-tarrains et fôrt-tarrines, veïez-vous l'hôpital de Gayette ? Ou é bin-n-aisant a vère dret-là : Ion que l'é, a semble un villadze. Ou é unhne retirance pre les vieux strôpiâs. Mais faudrun pas crère qu'ai é étâ bâti à l'esqueprê pre deveni unhne boéte à varmine. San unhne oïasse, a serun pas é pouvres. Ou essô un beau tsâquiau qu'unhne dame bin ritse habitô. Dans les vaissiyés, les sarvantes pouziant tous les dzours des pitsiés, des fourtsettes et des quilles en ardzent ; la dame avô tzôzi les filles les pu hounêtes dou pays, et dzamais presoune les ère acorpées de voul. Unhne de ieux z'aute enlevô unhne oïasse qu'un cheti gâ avô dégniâ dans les brantses dou tsâgne. Ion qu'où embredzô les maufesans. « Têh ! li avô dit cou gâ bin fûtâ, ou te pourterâ bounheûr. » Et le li douni. La sarvante enleva que l'oïasse ; li apprenô à causer. Le lendemain d'un apport, la dame avisa ce que l'avô d'ardzentriun ; li manquô un quille. Le tretzi la gâte qu'avô randzâ les vaissiyés : ou essô mêmement la sarvante à l'oïasse. Le la fait empougner et le la questioune : Ta beau dire qu'où é pas se, le la condanhne et l'embredze au tsâgne des maufesans. Le disi, en mourant, la paure sarvante : « Vêla ce que m'a coûta mon oïasse que devô me pourter bounheûr ! » Un an après, en réparant la couvârture dou tsâquiau, sou unhne tuile, le couvreû trouve le quille predu. A cou moument, Toïasse empourtô au même endrêt unhne pièce de mounaie que le venô de prendre. Le couvreû y dit à la dame qui agour se tsagrine : « Paure sarvante qu'i ai fait meuri ! », que le disi. Deux anhnées pu tard, aile douni son tsâquiau et ses appartenances é pouvres de Varennes, de Montoudre, de Boucé, de Montaigu, de Rondzères, de Landzy, de Saint-Dzerand, de Crétsy, de Sanssat et des alentours. Velà ce que me disi Dzôzé, le vieu ancien meneû de loups qu'é mort y a mais de soixante ans, et que le monde cause inquère. »
La gròle e le rainard
Texte marchois de la région de Montluçon (entre Commentry et Néris-les-Bains). Version locale de la fable de la Fontaine Le Corbeau et le Renard. Le texte est ici non retranscrit et est en écriture française avec une transcription du XIXe siècle L'agrôle et le rena :

« En 1850, le bétchio parlève inquère ; v’la c’quo disève :
Un jou d’hivia, quou ne fasève pas trop biau,
L’agrôle ère juchade au bout d’un baliviau
L’ère su daut moutade,
Pa fère son dinâ que l’aye prépara.
Embéi un groua fromage vainhiu de Chambéra
Le rena dépeu treis jous que n’aye pas de pain,
Aussitôt s’appeurché en fasant le câlin.
Eh, bonjou note dame, coumant vous pourtez-vous ?
Hela ! qué sé contint de vous véire chia n’zote !
Et vous trouve si gente embé quo nail mantiau !
Présoune dé le boux n’en pourte un aussi biau !
Votés souliés sont faits d’iune piau qué tant fine,
Et creyes que le ré n’en a pas de parés pindus à sa souline. 
Ar sé é vous écouti dire iune chansou
Et cregus, oui ma foué, quou ére le rossignou
Si zère chabretère, par avi voté jeu
E’ doniau, é n’en jure, la méta de ma queue.
L’agrôle qu’ère enchantade de se veire vantade
Pa li douna l’aubade se meté à couana,
Son froumage dévalé dé la gueule do renâ,
Alle resté su-daut le bé bada.
Ma l’autre, li dissé, en migeant son fricot,
Ne si’a don pas si buse un autre co. »

### Auteurs
- Henri Grobost a produit de nombreux textes en parler du Croissant / bourbonnais d'oc, de Naves, et en 2020 avec notamment une traduction du Petit Prince d'Antoine de Saint-Exupéry, Le P'tit Princ'[38]

## Culture populaire

### Au cinéma
Dans le film La Soupe aux choux, certains personnages emploient un français plus ou moins standard qui est mâtiné de traits, de tournures, de mots et de phonétique bourbonnaise d'oïl.
Parmi eux l'on retrouve : « Agas donc ! » (c'est-à-dire « regarde donc ! »), ou encore l'utilisation appuyée du « y bourbonnais » qui n'est autre que la transposition en français régional du pronom neutre « zo » qui existe tant en parlers du Croissant qu'en arpitan.

#### Généralités
- Marcel Bonin, Dictionnaire général des patois bourbonnais, Moulins, impr. Pottier, 1984.  (ISBN 978-2950068712)

- Philippe Boula de Mareüil, Gilles Adda, Lori Lamel, « Comparaison dialectométriques de parlers du Croissant avec d’autres parlers d’oc et d’oïl », Le Croissant linguistique entre oc, oïl et francoprovençal : des mots à la grammaire, des parlers aux aires, Paris, L'Harmattan,‎ 2021 (ISBN 978-2-343-23050-4, lire en ligne).
- Philippe Boula de Mareüil, Frédéric Vernier et Albert Rilliard, « Enregistrements et transcriptions pour un atlas sonore des langues régionales de France », Géolinguistique, Grenoble, Université Grenoble-Alpes, vol. 17,‎ 2017, p. 23-48 (lire en ligne).

- Wolfgang Dahmen (1985), Étude de la situation dialectale dans le Centre de la France : un exposé basé sur l’Atlas linguistique et ethnographique du Centre, Paris, CNRS, 1985.
- René-Claude Desrichard [Raymond Sindou (dir)], Le vocabulaire de la vie à la ferme dans l'ancien archiprêtré de Souvigny, Thèse de doctorat en linguistique, Université Blaise-Pascal, Clermont-Ferrand, 1989, [présentation en ligne].
- Pierrette Dubuisson, « L'Atlas linguistique du Centre », Revue de linguistique romane, no 91-92, juillet-décembre 1959.
- Simone Escoffier, La rencontre de la langue d’oïl, de la langue d’oc et du franco-provençal entre Loire et Allier : limites phonétiques et morphologiques, coll. Publications de l’Institut de linguistique romane de Lyon, vol. 11, Paris, Les Belles Lettres, 1958.
- Simone Escoffier, Remarques sur le lexique d’une zone marginale aux confins de la langue d’oïl, de la langue d’oc et du francoprovençal, coll. Publications de l’Institut de linguistique romane de Lyon, vol. 12, Paris, Les Belles Lettres, 1958.
- Dany Hadjadj, Parlers en contact aux confins de l’Auvergne et du Forez, Clermont-Ferrand, Institut d’études du Massif Central, 1983.
- Géraud Lavergne, Le parler bourbonnais aux XIVe et XVe siècles. Étude philologique de textes inédits, Paris ; Moulins, Champion (Paris) ; Grégoire (Moulins), 1909.
- Anthony Lodge, « Le clivage oc-oïl au Moyen Âge : fiction méthodologique », Mélanges de l'École française de Rome, Rome, École française de Rome, vol. 117-2,‎ 2005, p. 595-613 (lire en ligne).
- Olivier Mattéoni, Un prince face à Louis XI, Paris, Presses universitaires de France, coll. « Le Nœud Gordien », 2012, 416 p. (lire en ligne), « Espaces de la confrontation et enjeux de pouvoir », p. 19 - 78.

#### Bourbonnais d'oïl
- Jean Bernard et Jean Chardonnet, Lexique du parler bourbonnais. Le bocage bourbonnais, Charroux, Éd. des Cahiers bourbonnais.
- Frantz Brunet, Dictionnaire du parler bourbonnais et des régions voisines, Paris, 1964 ; rééd., De Borée, Clermont-Ferrand, 1993.
- Pierrette Dubuisson, Marcel Bonin, Dictionnaire du français régional du Berry-Bourbonnais, Éditions Bonneton, 1993.
- Paul Duchon, Grammaire et dictionnaire du patois bourbonnais (canton de Varennes), Moulins, Crépin-Leblond, 1904 (en ligne).
- Frédéric Godefroy, Dictionnaire de l’ancienne langue française et de tous ses dialectes du IXe siècle au XVe siècle, 9 vol, 1891-1902 ; Tomes 1, 2, 3, 4, 5, 6, 7, 8, 9 sur Gallica.
- Michel Labonne, Alain Muller, Sylvie Vilatte, Mémoires du patois de Sologne bourbonnaise. Langage et société, Moulins, Société d'émulation du Bourbonnais (prix Achille-Allier, 2014).
- Géraud Lavergne, Le parler bourbonnais aux XIIIe et XIVe siècles. Étude philologique de textes inédits, Paris, Champion - Moulins, Grégoire, 1909, 175 p.
- Paris Jacques, A pleine jouaflées : portraits du pays de Boulaise (parler du bocage bourbonnais), Éditions des foyers ruraux de l'Allier, Moulins, 1998.

#### Croissant / bourbonnais méridional
- (Collectif) Jeanine Berducat, Christophe Matho, Guylaine Brun-Trigaud, Jean-Pierre Baldit, Gérard Guillaume, Patois et chansons de nos grands-pères marchois. Haute-Vienne, Creuse, Pays de Montluçon, Paris, Éditions CPE, 2010.
- Philippe Boula de Mareüil, Gilles Adda, Lori Lamel, « Comparaison dialectométriques de parlers du Croissant avec d’autres parlers d’oc et d’oïl », Le Croissant linguistique entre oc, oïl et francoprovençal : des mots à la grammaire, des parlers aux aires,‎ 2021 (lire en ligne).

- J. L. Bourioux, Le parler de Busset, association « dà coutà d'vé Buss », Busset.
- Jean-Pierre Chambon et Philippe Olivier, « L’histoire linguistique de l’Auvergne et du Velay : notes pour une synthèse provisoire », Travaux de linguistique et de philologie 38, 2000, p. 83-153.
- René Chicois, Le parler biachet et montluçonnais au milieu du XXe siècle, Charroux, Éd. des Cahiers bourbonnais.
- Pierre Goudot, Microtoponymie rurale et histoire locale : dans une zone de contact français-occitan, la Combraille : les noms de parcelles au sud de Montluçon (Allier), Montluçon, Cercle archéologique de Montluçon, coll. « études archéologiques », 2004, 488 p.  (ISBN 978-2-915233-01-8)
- Henri Grobost, Rose-Marie Grobost, Maximilien Guérin, Contes et histoires en parler de Naves (Allier). Corpus textuel transcrit et traduit, Paris, L'Harmattan, collection « Les parlers du Croissant », Paris, 2020. [lire en ligne]
- Henri Grobost (trad.), Maximilien Guérin & Nicolas Quint (éds.). 2020. Le P’tit Princ’ [Traduction en navois (Naves, Allier) du "Petit Prince" d'Antoine de Saint-Exupéry]. Neckarsteinach : Edition Tintenfaß
- Lavalade Yves, Dictionnaire occitan / français (Limousin, Marche, Périgord, Bourbonnais) - étymologies occitanes, 2e édition, éditions Lucien Souny, La Geneytouse / Limoges, 2003,  (ISBN 2-911551-32-X).
- Louis Péroux-Beaulaton, Les parlers populaires en le Centre de la France : pays de Combrailles, voisinages du Berry, du Limousin et de l'Auvergne, sn., Montluçon [1re éd. sd., vers 1907].
- Karl-Heinz Reichel, Études et recherches sur les parlers arverno-bourbonnais aux confins de l'Auvergne, du Bourbonnais, de la Marche et du Forez, Collection Eubransa/Travaux, Chamalières, Cercle Terre d'Auvergne, 2012.